# ГЕС Удунде
ГЕС Удунде (кит.: 乌东德水电站) — гідроелектростанція, що споруджується у центральній частині Китаю в провінції Юньнань. Знаходячись між ГЕС Гван'їнянь (вище по течії) та ГЕС Байхетань, входитиме до складу каскаду на одній з найбільших річок світу Янцзи (розташовується на ділянці її верхньої течії, що має назву Цзиньша).
У межах проекту річку перекриють бетонною арковою греблею висотою 270 метрів та товщиною до 52 метрів, яка потребуватиме 2,8 млн м3 матеріалу. Вона утримуватиме витягнуте по долині Янцзи на 206,7 км водосховище із площею поверхні 127,1 км2, об'ємом 7408 млн м3 (корисний об'єм для виробництва електроенергії 2615 млн м3, для протиповеневих заходів — 1450 млн м3) та нормальним рівнем поверхні на позначці 975 метрів НРМ.
Біля греблі по обох берегах річки облаштують підземні машинні зали, кожен з яких обладнають шістьома турбінами типу Френсіс потужністю по 850 МВт. Разом вони забезпечуватимуть виробництво 39 млрд кВт-год електроенергії на рік.
Введення станції в експлуатацію заплановане на 2020—2021 роки.

## Див також
- Південь-Північ (водно-транспортний проєкт)
- Список найбільших електростанцій світу